# Westermalms IF
Westermalms IF ist ein schwedischer Fußballverein aus Kungsholmen, dem Zentrum Stockholms. Der Verein ist vor allem für seine Fußballmannschaft bekannt, die in den Anfängen des schwedischen Fußballs zu den bedeutendsten Mannschaften gehörte und Ende der 1920er Jahre zwei Spielzeiten in der Allsvenskan spielte.

## Geschichte
Westermalms IF wurde am 1. August 1902 gegründet. Die Mannschaft gehörte kaum ein Jahrzehnt später bereits zu den besten Mannschaften Schwedens, ohne jedoch einen Titel gewinnen zu können. Einzelne Spieler wie Herbert Almqvist, Rune Bergström oder Birger Carlsson gehörten zu einer Reihe von Spielern des Vereins, die für die schwedische Nationalmannschaft nominiert wurden und zu Länderspielehren kamen.
Als 1924 die Allsvenskan als höchste schwedische Spielklasse ins Leben gerufen wurde, verpasste Westermalms IF die Qualifikation und musste zunächst zweitklassig antreten. In ihrer Staffel konnte die Mannschaft zwar vor Sundbybergs IK und dem Lokalrivalen Djurgårdens IF die Meisterschaft erringen und sich somit für die Aufstiegsspiele qualifizieren. Dort zog man mit zwei Niederlagen gegen IK City jedoch den Kürzeren und blieb in der zweiten Liga. In der folgenden Spielzeit gelang erneut vor Sundbybergs IK und Djurgårdens IF die Meisterschaft und somit die Qualifikation für die Aufstiegsspiele. Dort gelang nach einem 2:2-Unentschieden bei Örebro SK ein deutlicher 4:0-Rückspielsieg, so dass dieses Mal der Aufstieg perfekt gemacht werden konnte. In der ersten Liga konnte man jedoch nicht die Klasse halten und als Tabellenvorletzter mit zwei Punkten Rückstand auf den von IF Elfsborg belegten letzten Nichtabstiegsplatz musste der Verein nach nur einem Jahr wieder in die Zweitklassigkeit zurück. Dort konnte wiederum Sundbybergs IK auf den zweiten Platz verwiesen werden und in den Aufstiegsspielen setzte sich die Mannschaft nach einem 2:2-Unentschieden und einem 2:1-Auswärtserfolg gegen Hallstahammars SK durch. Allerdings erwies sich die erste Liga erneut zu stark für den Verein aus Stockholm und als Tabellenletzter verabschiedete man sich erneut direkt aus dem Oberhaus.
Als Tabellensiebter verpasste Westermalms IF die direkte Rückkehr in die erste Liga und in der zweiten Spielzeit rettete nur der bessere Torquotient gegenüber IK City den Verein vor dem Abstieg in die Drittklassigkeit. 1933 war es dann jedoch soweit: Mit fünf Siegen und drei Unentschieden hatte die Mannschaft am Ende der Spielzeit zwei Punkte Rückstand auf BK Derby und spielte fortan nur noch in der Division 3. Hier fehlten als Tabellendritter in der ersten Saison zehn Punkte auf den Staffelsieger und Lokalrivalen Årsta SK, der in die zweite Liga aufstieg. Nur zwei Jahre später stand der nächste Abstieg an. Neun Punkte aus 18 Saisonspielen bedeuteten den vorletzten Tabellenrang und damit zusammen mit Västerås SK den Gang in die Viertklassigkeit. Damit verschwand der Verein auch aus dem höherklassigen schwedischen Fußball
Später lief die Mannschaft von Westermalms IF teilweise in den untersten lokalen Spielklassen Stockholms auf. Ende 2023 gelang der Wiederaufstieg in die achtklassige Division 6 Stockholm C.
Die Eishockeyabteilung des Vereins nahm in den Spielzeiten 1940 und 1946 an der damals noch im Pokalmodus ausgetragenen schwedischen Meisterschaft teil.

## Stadion
Die Fußballer des Westermalms IF tragen ihre Heimspiele auf der Stockholmer Sportanlage Stadshagens IP aus, die im Stadtbezirk Kungsholmen auf der gleichnamigen Insel liegt. Die vom Klub mit anderen Amateurklubs geteilte Anlage umfasst zwei Fußballplätze, wobei einer über eine nicht überdachte Stehplatztribüne auf der Längsseite des Spielfelds verfügt und auch über weitere Stehplätze rund um das Spielfeld somit zirka 2.000 Zuschauern Platz.